# Psiadia viscosa
Psiadia viscosa là một loài thực vật có hoa trong họ Cúc. Loài này được (Lam.) A.J.Scott miêu tả khoa học đầu tiên năm 1991.